# 6mm 세상탐험
《6mm 세상탐험》은 2002년 4월 3일부터 2005년 4월 17일까지 MBC에서 방영된 교양프로그램이다.

## 기획 의도
- 6mm 카메라로 각양각색의 다양한 세상 이야기를 전하는 프로그램이다.

## 방송 시간
| 방송 채널 | 방송 기간                          | 방송 시간                         | 방송 분량 |
| --------- | ---------------------------------- | --------------------------------- | --------- |
| MBC TV    | 2002년 4월 3일 ~ 2004년 10월 6일   | 매주 수요일 오전 11시 ~ 11시 55분 | 55분      |
| MBC TV    | 2004년 10월 17일 ~ 2005년 4월 17일 | 매주 일요일 오전 6시 10분 ~ 7시   | 50분      |